# Chiyoko Shimakura
Chiyoko Shimakura (jap. 島倉千代子 Shimakura Chiyoko; ur. 30 marca 1938 w Tokio, zm. 8 listopada 2013 tamże) – japońska piosenkarka i aktorka.

## Filmografia
- 1956: Tokyo no hito sayonara jako Chiyo Oshima
- 1959: Karatachi nikki
- 1978: Sado jako Matka Thirda

## Wyróżnienia
Została uhonorowana nagrodą Japan Record Award.